# Ole Bjerg
Ole Bjerg (født i 1974 i Løkken) er en dansk sociolog, forfatter og tidligere lektor ved Institut for Ledelse, Politik og Filosofi på Copenhagen Business School. Han er uddannet cand.scient.soc. i 2001 fra Københavns Universitet og har en ph.d.-grad i sociologi fra 2005. Han har bl.a. forsket i ludomani og spilafhængighed.
Bjerg fratrådte som lektor ved CBS i begyndelsen af 2022 efter at have nægtet at undervise, så længe uddannelsesinstitutionen CBS krævede fremvisning af coronapas. Bjerg sammenlignede coronapas med nazismens "jødepas" i Tyskland. Sammenligningen medførte hård kritik i offentligheden.
Bjerg har været medstifter af organisationen "Gode Penge", der arbejder for at ændre den måde, hvorpå pengeskabelsen i samfundet foregår.

## Udvalgte publikationer og forfatterskab
- Bjerg, O. (2008) For tæt på kapitalismen: Ludomani, narkomani og købemani. København, DK: Museum Tusculanums Forlag.
- Bjerg, O. (2010) Etik uden moral: Det gode menneske i det postmoderne samfund. København, DK: Museum Tusculanums Forlag.
- Bjerg, O. (2011) Poker: The Parody of Capitalism. Ann Arbor, MI: University of Michigan Press.
- Bjerg, O. (2014) Making Money: The Philosophy of Crisis Capitalism. London, UK: Verso.
- Bjerg, O. (2016) Gode Penge: Et kontant svar på gældskrisen. København, DK: Informations Forlag.
- Bjerg, O. (2016) How is Bitcoin Money? Theory, Culture & Society, Vol.33(1), 53-72.
- Bjerg, O. (2016) Parallax of Growth: The Philosophy of Ecology and Economy. Malden, MA: Polity Press.
- Bjerg, O. (2017) Vores penge i vores bank: Krisen, Danmark og Nationalbanken. København, DK: Informations Forlag.
- Bjerg, O. (2020) The Meaning of Being a Man. Athos Books.